# معادلة جائز أويلر-برنولي

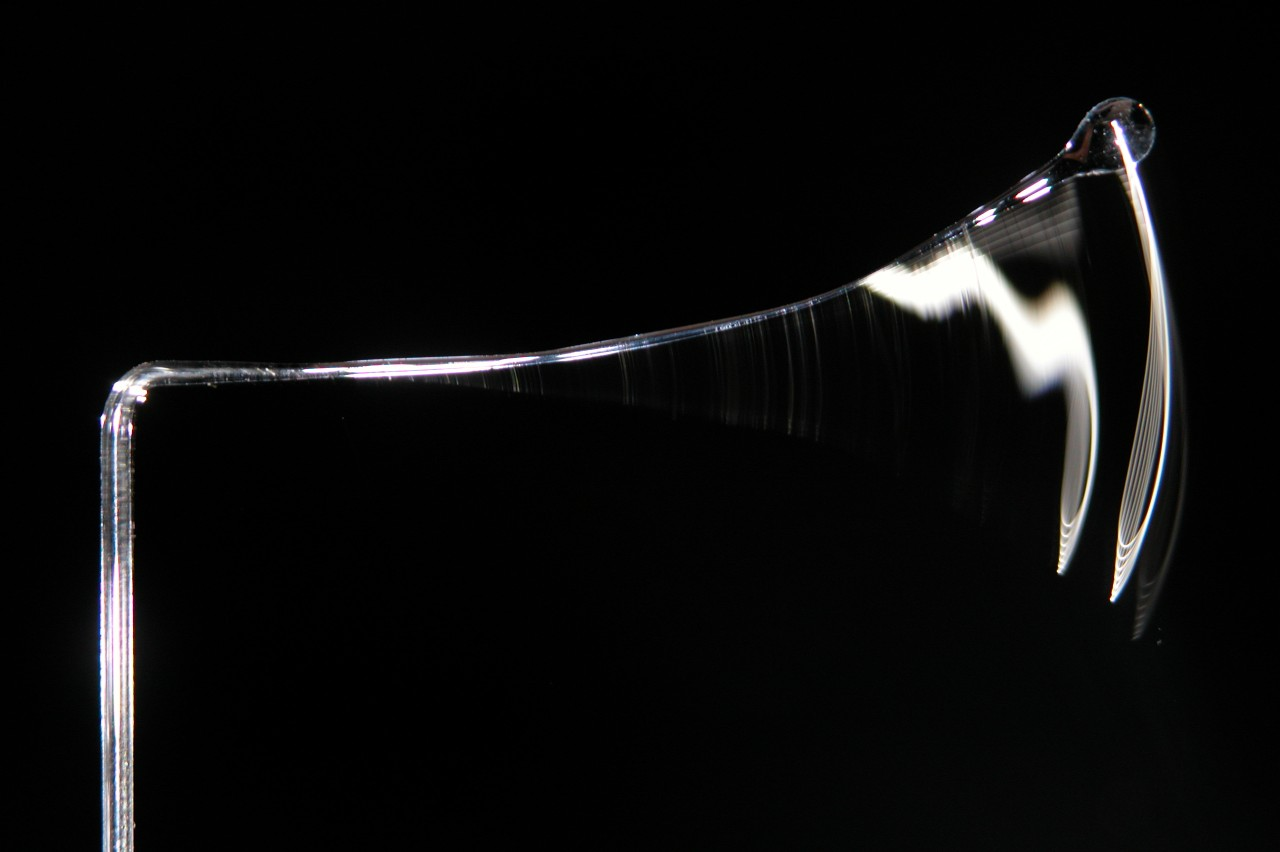
يمكن نمذجة هذا الجائز الزجاجي كعارضة دعامة بتسارع، كثافة متغيرة خطيا، معامل مقطعي متغير، بعض من التبديد، تحميل طرفي زنبركي وكتلة نقطية عند النهاية.

نظرية الجائز لأويلر وبرنولي Euler–Bernoulli beam theory (تعرف أيضا بـنظرية جائز المهندس, نظرية الجائز الكلاسيكية أو حتى نظرية الجائز)  هي تبسيط من ميكانيكا المواد الصلبة حيث تعطي خصائص حسابات لحمل الأحمال وانحراف الجائز. كان قد صرح بها في حوالى 1750، إلا أنها لم تطبق على نطاق واسع إلا بعد تطوير برج إيفل وعجلة فيرس أواخر القرن التاسع عشر. بعد هذه التطبيقات الناجحة أصبحت هذه النظرية الركن الأساسي في الهندسة وبداية الثورة الصناعية الثانية.

## لمحة تاريخية
هناك شبه إجماع سائد بأن غاليليو هو صاحب أولى المحاولات لتطوير نظرية للجوائز، ولكن الدراسات الحديثة تشير إلى أن ليوناردو دافنشي كان أول من وضع ملاحظات حاسمة بهذا الاتجاه. كان ينقص دافنشي قانون هوك والحساب التفاضلي ليتم النظرية، في حين أعاقت افتراضات غاليليو الخاطئة تقدمه في هذا الاتجاه.
سمي جائز برنولي نسبةً إلى ياكوب برنولي، الذي اكتشف الاكتشافات المهمة. كان ليونارد أويلر ودانييل برنولي أول من يضع نظرية مفيدة نحو عام 1750. كان ينظر إلى العلوم والهندسة آنذاك بشكل عام على أنهما حقلان متباينان تمامًا، وكان هناك شكوك فيما إذا كانت النواتج الرياضية الأكاديمية يمكن الوثوق بها لتطبيقات آمنة عملية. استمر تصميم الجسور والأبنية تبعًا للخبرات السابقة (دون حسابات رياضية) حتى أواخر القرن التاسع عشر، حين أثبت برج إيفل ودولاب الهواء صلاحية النظرية للاستخدام على المقاييس الكبيرة.

## المعادلة السكونية للجائز
تصف معادلة أويلر برنولي العلاقة بين انحراف الجائز والحمل المسلط بـ:
{\displaystyle {\frac {\partial ^{2}}{\partial x^{2}}}\left(EI{\frac {\partial ^{2}u}{\partial x^{2}}}\right)=w.\,}
المنحنى {\displaystyle u(x)} يصف انحراف الجائز {\displaystyle u} عند موضع ما {\displaystyle x} (تذكر أن الجائز قد تمت نمذجته على أنه أحادي البعد). {\displaystyle w} حمل متوزع، بتعبير آخر هو القوة لكل وحدة طول (شبيه بعبارة الضغط يساوي القوة على المساحة); قد تكون دالة في {\displaystyle x}, {\displaystyle u}, أو متغيرات أخرى.
لاحظ أن {\displaystyle E} هي معامل المرونة وأن {\displaystyle I} عزم المساحة الثاني. {\displaystyle I} ينبغي حسابها بالنسبة لمحور مركزي متعامد مع الحمل المسلط. يطلق على جائز أويلر-برنولي الخالي من أي حم محوري اسم المحور المتعادل.
غالباً، تكون {\displaystyle u=u(x)\,}, {\displaystyle w=w(x)\,}, وEI ثابتة، بحيث:
{\displaystyle EI{\frac {d^{4}u}{dx^{4}}}=w(x).\,}

## المعادلة الديناميكية للجائز
المعادلة الديناميكية للجائز هي معادلة أويلر-لاغرانج للفعل التالي:
{\displaystyle S=\int _{t_{1}}^{t_{2}}\int _{0}^{L}\left[{\frac {1}{2}}\mu \left({\frac {\partial w}{\partial t}}\right)^{2}-{\frac {1}{2}}EI\left({\frac {\partial ^{2}w}{\partial x^{2}}}\right)^{2}+q(x)w(x,t)\right]dxdt.}

يمثل الحد الأول الطاقة الحركية حيث {\displaystyle \mu } هي الكتلة منسوبةً إلى وحدة الطول؛ أم الحد الثاني فيمثل الطاقة الكامنة الناتجة عن القوى الداخلية (عند أخذه بإشارة سالبة) والحد الثالث يمثل الطاقة الكامنة الناتجة عن الحمل الخارجي {\displaystyle q(x)}. تُستخدم معادلة أويلر-لاغرانج لتحديد التابع الذي يجعل التابعي {\displaystyle S} أصغريًّا. لأجل جائز أويلر-برنولي ديناميكي، تكون علاقة أويلر-لاغرانج:

{\displaystyle {\cfrac {\partial ^{2}}{\partial x^{2}}}\left(EI{\cfrac {\partial ^{2}w}{\partial x^{2}}}\right)=-\mu {\cfrac {\partial ^{2}w}{\partial t^{2}}}+q(x)}

عندما يكون الجائز متجانسًا، يكون كل من {\displaystyle E} و{\displaystyle I} مستقلين عن {\displaystyle x}، ومعادلة الجائز أبسط:
{\displaystyle EI{\cfrac {\partial ^{4}w}{\partial x^{4}}}=-\mu {\cfrac {\partial ^{2}w}{\partial t^{2}}}+q\,.}

### الاهتزاز الحر
في غياب حمل عرضي، {\displaystyle q}، يكون لدينا معادلة اهتزاز حر. يمكن حل هذه المعادلة باستخدام تفكيك فورييه للإزاحة إلى مجموع اهتزازات توافقية من الشكل:
{\displaystyle w(x,t)={\text{Re}}[{\hat {w}}(x)~e^{-i\omega t}]}
حيث {\displaystyle \omega } تردد الاهتزاز. ثم يمكننا حل معادلة تفاضلية عادية لأجل كل قيمة للتردد:
{\displaystyle EI~{\cfrac {\mathrm {d} ^{4}{\hat {w}}}{\mathrm {d} x^{4}}}-\mu \omega ^{2}{\hat {w}}=0\,.}
الحل العامل للمعادلة السابقة هو:
{\displaystyle {\hat {w}}=A_{1}\cosh(\beta x)+A_{2}\sinh(\beta x)+A_{3}\cos(\beta x)+A_{4}\sin(\beta x)\quad {\text{with}}\quad \beta :=\left({\frac {\mu \omega ^{2}}{EI}}\right)^{1/4}}
حيث {\displaystyle A_{1},A_{2},A_{3},A_{4}} ثوابت. هذه الثوابت فريدة لأجل مجموعة ما محددة من الشروط الحدية. ولكن حل الإزاحة ليس فريدًا ويعتمد على التردد. تُكتب هذه الحلول عادةً على الشكل:{\displaystyle {\hat {w}}_{n}=A_{1}\cosh(\beta _{n}x)+A_{2}\sinh(\beta _{n}x)+A_{3}\cos(\beta _{n}x)+A_{4}\sin(\beta _{n}x)\quad {\text{with}}\quad \beta _{n}:=\left({\frac {\mu \omega _{n}^{2}}{EI}}\right)^{1/4}\,.}تدعى الكميات {\displaystyle \omega _{n}} الترددات الطبيعية للجائز. كل واحد من حلول الإزاحة يدعى وضعًا وشكل منحني الإزاحة يسمى شكل الوضع.

#### مثال: الجائز العاتولي (الكابولي)
الشروط الحدية لجائز عاتولي طوله {\displaystyle L} (مثبت عند {\displaystyle x=0}) هي:
{\displaystyle {\begin{aligned}&{\hat {w}}_{n}=0~,~~{\frac {d{\hat {w}}_{n}}{dx}}=0\quad {\text{at}}~~x=0\\&{\frac {d^{2}{\hat {w}}_{n}}{dx^{2}}}=0~,~~{\frac {d^{3}{\hat {w}}_{n}}{dx^{3}}}=0\quad {\text{at}}~~x=L\,.\end{aligned}}}
إذا طبقنا هذه الشروط، نكتشف أن الحلول غير البسيطة توجد فقط إذا كان
{\displaystyle \cosh(\beta _{n}L)\,\cos(\beta _{n}L)+1=0\,.}
يمكن حل هذه المعادلة غير الخطية عدديًّا. أول بضعة جذور للمعادلة هي: β1 L/π = 0.59686..., β2 L/π = 1.49418..., β3 L/π = 2.50025..., β4 L/π = 3.49999..., ...
ترددات الاهتزاز الطبيعية الموافقة هي:
{\displaystyle \omega _{1}=\beta _{1}^{2}{\sqrt {\frac {EI}{\mu }}}={\frac {3.5161}{L^{2}}}{\sqrt {\frac {EI}{\mu }}}~,~~\dots }
يمكن استخدام الشروط الحدية أيضًا لتحديد أشكال الأوضاع من حل الإزاحة:
{\displaystyle {\hat {w}}_{n}=A_{1}{\Bigl [}(\cosh \beta _{n}x-\cos \beta _{n}x)+{\frac {\cos \beta _{n}L+\cosh \beta _{n}L}{\sin \beta _{n}L+\sinh \beta _{n}L}}(\sin \beta _{n}x-\sinh \beta _{n}x){\Bigr ]}}
الثابت غير المعروف (في الحقيقة هي ثوابت لأن هناك ثابتًا لكل {\displaystyle n})، {\displaystyle A_{1}}، وهو ثابت عقدي في الحالة الطبيعية، تحدده الشروط الابتدائية عند {\displaystyle t=0} حسب سرعة وإزاحات الجائز. تستخدم عادةً قيمة {\displaystyle A_{1}=1} عند رسم أشكال الأوضاع. لحلول المسألة القسرية غير التخامدية إزاحات غير محدودة عندما يطابق التردد القائد (التردد المحرك أو الخارجي) ترددًا طبيعيًّا {\displaystyle \omega _{n}}، أي يمكن للجائز أن يرن (يصل إلى حالة الطنين أو الرنين). بالتالي تستجيب الترددات الطبيعية لجائز للترددات التي يحدث عندها الرنين.

#### مثال: الجائز غير المسند (الحر من الطرفين)
الجائز الحر من الطرفين هو جائز بدون مساند. تُعطى الشروط الحدية لجائز حر طوله L يمتد من x=0  إلى x=L بالعلاقة:
{\displaystyle {\frac {d^{2}{\hat {w}}_{n}}{dx^{2}}}=0~,~~{\frac {d^{3}{\hat {w}}_{n}}{dx^{3}}}=0\quad {\text{at}}~~x=0\,{\text{and}}\,L\,.}
إذا طبقنا هذه الشروط، نجد أن الحلول غير البسيطة توجد فقط عندما:
{\displaystyle \cosh(\beta _{n}L)\,\cos(\beta _{n}L)-1=0\,.}
يمكن حل هذه المعادلة غير الخطية عدديًّا. أول بضعة جذور للمعادلة هي: β1 L/π = 1.50562..., β2 L/π = 2.49975..., β3 L/π = 3.50001..., β4 L/π = 4.50000...
ترددات الاهتزاز الطبيعية الموافقة هي:
{\displaystyle \omega _{1}=\beta _{1}^{2}{\sqrt {\frac {EI}{\mu }}}={\frac {22.3733}{L^{2}}}{\sqrt {\frac {EI}{\mu }}}~,~~\dots }
يمكن استخدام الشروط الحدية أيضًا لتحديد أشكال الأوضاع من حل الإزاحة:
{\displaystyle {\hat {w}}_{n}=A_{1}{\Bigl [}(\cos \beta _{n}x+\cosh \beta _{n}x)-{\frac {\cos \beta _{n}L-\cosh \beta _{n}L}{\sin \beta _{n}L-\sinh \beta _{n}L}}(\sin \beta _{n}x+\sinh \beta _{n}x){\Bigr ]}}
كما في حالة الجائز العاتولي، تُحدد الثوابت غير المعروفة عن طريق الشروط الحدية عند {\displaystyle t=0} حسب سرعة وإزاحات الجائز. كذلك فلحلول المسألة القسرية غير التخامدية إزاحات غير محدودة عندما يطابق التردد القائد (التردد المحرك أو الخارجي) ترددًا طبيعيًّا {\displaystyle \omega _{n}}.